# Hedonist
Albums de Martin Solveig
Suite
(2003) So Far
(2006)
Singles
1. Everybody
Sortie : 25 juillet 2005
2. Jealousy
Sortie : 8 mai 2006
3. Rejection
Sortie : 2 juillet 2007

Hedonist est le deuxième album de Martin Solveig sorti en 2005.

## Liste des titres
| No  | Titre                                             | Auteur                       | Durée |
| --- | ------------------------------------------------- | ---------------------------- | ----- |
| 1.  | Everybody (chanté par Lee Fields)                 | Martin Solveig               | 4:19  |
| 2.  | Something Better (chanté par Jay Sebag)           | Martin Solveig               | 4:50  |
| 3.  | If You Tell Me More (chanté par Jay Sebag)        | Jay Sebag, Martin Solveig    | 3:27  |
| 4.  | Black Voices (chanté par Stephy Haïk)             | Martin Solveig               | 4:06  |
| 5.  | Rejection (chanté par Jay Sebag)                  | Martin Solveig               | 4:46  |
| 6.  | Blind Rendez-Vous (interlude)                     | Martin Solveig               | 0:31  |
| 7.  | Dry (chanté par Stephy Haïk et Martin Solveig)    | Jérôme Degey, Martin Solveig | 5:01  |
| 8.  | Something About You (chanté par Michael Robinson) | Martin Solveig               | 4:08  |
| 9.  | Jealousy (chanté par Lee Fields)                  | Martin Solveig               | 5:19  |
| 10. | Requiem pour un con (chanté par Martin Solveig)   | Serge Gainsbourg             | 2:55  |
| 11. | Don't Waste Another Day (chanté par Jay Sebag)    | Jérôme Degey, Martin Solveig | 4:34  |

## Crédits
| - Jean-Claude Auclin - violoncelle - Arno Bani - photographie - Richard Blanchet - trompette - Martin Blondeau - violon - Floriane Bonanni - violon - Jérôme Degey - guitare, arrangements des cordes - Deluxedesigngraphique - design - Alexandre Destrez - Fender Rhodes - Kandé Diabaté - chœurs - Lee Fields - chanteur - Christian Fourquet - trombone - Pascal Garnon - ingénieur son, mixage | - Jean-Baptiste Gaudray - guitare - Sophie Groseil - alto - Stephy Haïk - chanteuse, chœurs - Mamani Keïta - chœurs - Laurent Meyer - saxophone - Claude Monnet - coordination artistique - Guy N'Sangué - basse - Michael Robinson - chanteur, chœurs - Jay Sebag - chanteur, chœurs, Fender Rhodes - Martin Solveig - chanteur, chœurs, autres instruments, programmation - Issakha Sow - percussion - Paul Thierry - coordination artistique |

- Publié par Temps D'Avance et Topolino Bello
  - "Requiem pour un con" publié par Hortensia